# Communauté de communes de Samer et environs
La communauté de communes de Samer et environs est une ancienne communauté de communes française, située dans le département du Pas-de-Calais et la région Nord-Pas-de-Calais, arrondissement de Boulogne-sur-Mer, qui a fonctionné de 2002 à 2008.

## Historique
La communauté de communes a été créée le 31 décembre 2001 par transformation de l'ancien district de Samer.
Le 1er janvier 2009, la communauté de communes de Samer et environs et la communauté de communes du Pays de la Faïence de Desvres fusionnent pour donner naissance à la communauté de communes de Desvres - Samer.

## Territoire communautaire

### Composition
La communauté de communes était composée des communes suivantes :
1. Carly
2. Halinghen
3. Lacres
4. Questrecques
5. Samer
6. Tingry
7. Verlincthun
8. Wierre-au-Bois

## Administration

### Élus
La communauté était administrée par des élus désignés en leur sein par chacun des conseils municipaux des communes membres.

### Liste des présidents
| Période | Période | Identité   | Étiquette | Qualité                              |
| ------- | ------- | ---------- | --------- | ------------------------------------ |
| 2002    | 2008    | Yves Dorée |           | Médecin Maire de Samer (1989 → 2006) |